# 世界沈没
『世界沈没』（せかいちんぼつ、原題: End Day）は、イギリスのBBCが製作した2005年のSFモキュメンタリーテレビ映画。劇中ではニューヨークを襲う巨大津波、ベルリンを壊滅させる彗星、イギリスを陥落させる危険なウイルス、地球を破壊するストレンジレットという、人類を滅亡の危機へ追いやる4つのシナリオが展開される。2005年4月21日に BBC Three で放送された際には、これら4つに加えて超巨大火山の破局噴火のエピソードも放送された。
監督と脚本は2014年の映画『GODZILLA ゴジラ』の監督で知られるギャレス・エドワーズが担当した。

## 内容

### 巨大津波
大西洋に浮かぶスペインのラ・パルマ島が地震で崩壊し、高さ数百メートル長さ40キロメートルに達する巨大な津波が発生する。時速約800キロメートルで迫る津波をシステムが検知して米国の戦闘機がその追跡のためスクランブル発進するが、民衆は突然の津波の報告でパニックに陥り、ニューヨークは避難しきれない人民を抱えたまま津波に飲み込まれる。

### 隕石
中東で未確認の爆発事故が起こり、その原因が流星群であることが判明する。最小で大型車、最大で小型の山ほどもある流星群が、太陽を背にして時速5万キロメートルで地球に接近する。国際連合の緊急会議をよそにイギリス・ドイツ・アメリカ合衆国は彗星の残骸に核攻撃を行うが、彗星は数百もの破片に分かれて地球に降り注ぐ結果となる。最大の破片はヨーロッパに直撃し、人間の全滅したベルリンでは崩壊したブランデンブルク門が誰にも見られることなく煙の中に佇んでいる。

### ウイルス
ロンドンに到着した飛行機の機内で乗客が病死する。死亡した乗客は新型のインフルエンザウイルスをイギリスに持ち込んでおり、驚異的な感染力を前にして医療は崩壊し、霊安室も埋まり始める。ロンドンではついに路上の至る場所で人が倒れ始め、軍は戦車でウェストミンスターを巡回してロックダウンを強化する。しかしこの対策は既に手遅れとなっており、やがて他の国でも感染が広がり始める。

### 破局噴火
アメリカ合衆国のワイオミング州で突発的な噴火が始まる。イエローストーン国立公園の火山で発生した高温の爆風は瞬時に近隣の州を壊滅させ、火砕流が都市や村を呑み込んでゆく。毒性のある火山ガスで生命は次々に死に絶え、合衆国の全土に積もってゆく火山灰を止める手立ては人類にない。北アメリカ大陸の文明は崩壊する間、地面へ積もらなかった軽い粒子は全世界へ拡散して太陽光を上空で遮蔽し、次の氷期にも繋がりうる寒冷化をもたらす。

### ブラックホール
最後の滅亡シナリオは人類自身の手によるものである。アメリカ合衆国東海岸では、民衆のデモに耳を貸さないまま物理学者による粒子加速器実験が行われようとしている。実験は失敗してストレンジレットが発生、物理法則の通用しない現象を相手に研究施設はなすすべもなく崩壊する。地球の物質は全て異なる物質に変換され、発生したブラックホールによる原子構造の崩壊は地球全域に拡大し、宇宙の崩壊までもを示唆して物語は幕を下ろす。

## 出演者
左段の科学者はいずれも本人役。
| - ビル・マクガイア - 本人役 - ジェイ・メロシュ - 本人役 - ジョン・オクスフォード - 本人役 - フランク・クローズ - 本人役 - ブライアン・コックス - 本人役 | - グレン・コンロイ - ハウエル博士 - ロバート・アンドリュー - 死んだ男 - クレイグ・コート - 科学者 - アラン・エドワーズ - ドイツの父親 - イヴォンヌ・エドワーズ - ドイツの母親 | - ゾーイ・エリオット - ウイルス感染者の女性 - スティーブン・ゴメス - 沿岸警備隊 - デイヴィッド・ライリィ - ニュースキャスター（声） - アラン・テイラー - 飛行機操縦士 |

## 展開
BBC Three では2005年4月21日に、ナショナルジオグラフィックでは同年6月27日に放送された。
日本では2007年1月25日にNBCユニバーサル・エンターテイメントジャパンからDVDがレンタル・販売共にリリースされた。日本語版DVDに破局噴火のエピソードは収録されていない。